# Vices et Caprices
Pour plus de détails, voir Fiche technique et Distribution.
Vices et Caprices (Capriccio) est un film érotique italien coécrit et réalisé par Tinto Brass, sorti en 1987.

## Synopsis
Un homme et son épouse, Fred et Jennifer, s'est formé pendant la Seconde Guerre mondiale en 1944 à Capri. Trois ans plus tard, alors que leur couple bat de l'aile, ils décident d'y retourner pour leurs vacances. Ils sont tous les deux hantés par leurs anciennes idylles. Jennifer retrouve Ciro, un serveur qui l'a déflorée et devenu entre-temps un proxénète, alors que Fred recouche avec une superbe prostituée, Rosa. Pourtant, malgré leur infidélité commune, ils reviendront l'un vers l'autre après quelques lamentables expériences.

## Fiche technique
- Titre original : Capriccio
- Titre français : Vices et Caprices
- Réalisation et montage :  Tinto Brass
- Scénario : Tinto Brass et Vincenzo Maria Siniscalchi
- Musique : Riz Ortolani
- Photographie : Silvano Ippoliti
- Production : 	Aurelio De Laurentiis, Luigi De Laurentiis et Giovanni Bertolucci
- Société de production : Famous Films Productions
- Pays d'origine :  Italie
- Langue originale : italien
- Format : couleur
- Genre : érotique
- Durée : 98 minutes
- Date de sortie : 
  -  Italie : 6 mars 1987
  -  France : 20 février 1988

## Distribution
- Nicola Warren : Jennifer
- Andy J. Frost : Fred
- Luigi Laezza : Ciro
- Francesca Dellera : Rosalba
- Isabella Biagini : Stella Polaris
- Vittorio Caprioli : Don Vincenzo
- Venantino Venantini : Alfredo
- Beatrice Brass : Alice la babysitter (créditée comme Béa)
- Carla Cipriani : la propriétaire de l'hôtel (caméo)
- Tinto Brass : le client (caméo)